# 二◯加煎餅

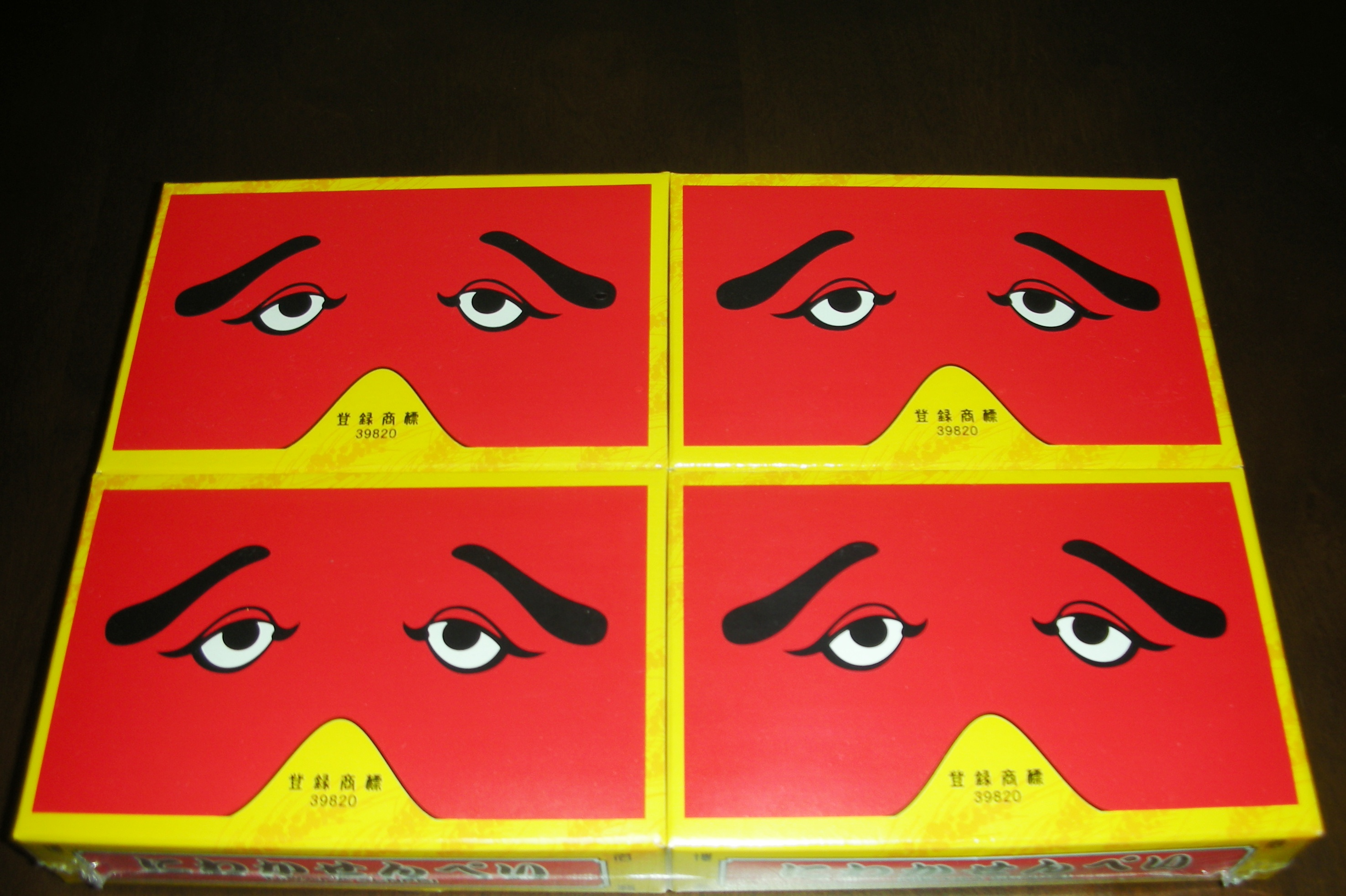
にわかせんぺいのパッケージ

二◯加煎餅（にわかせんぺい）は、株式会社東雲堂（とううんどう）が製造している、博多の銘菓。1906年（明治39年）から販売されている菓子。漢字表記が「煎餅」だが、読み方は「せんぺい」が正式で、パッケージにローマ字で「NIWAKA SENPEI」と表記された商品もある。
小麦粉・砂糖・鶏卵を主原料にした、甘い煎餅である。サイズは特大・中・小の3種類あり、またサイズとは別に「形状」も平らな煎餅と丸みを帯びた煎餅の2種類存在し、平らな煎餅は鶏卵が多め、丸みを帯びた煎餅は砂糖が多めに配合されており、味が若干異なる。
郷土芸能の「博多仁和加（はかたにわか）」に使用される、鼻の脇から目の上部までを覆う長方形のユーモラスな面を象っている。煎餅のおまけとして「にわか面」が同封されている。

## タイアップした二◯加煎餅
- キャナルシティ劇場（当時の名称は「福岡シティ劇場」、キャナルシティ博多内）で公演されていたミュージカル「アイーダ」を記念して、アイーダの仮面をモチーフとした二◯加煎餅が販売されていた。
- 2007年（平成19年）4月28日には、西日本鉄道が東雲堂とのタイアップで、顔に西鉄電車・バスをモチーフとした「西鉄にわかせんぺい」が1万枚限定で発売された。
- 西日本鉄道のICカード「nimoca（ニモカ）」発売1周年記念として西鉄とタイアップし、キャラクターのフェレットをモチーフにした「にもかせんぺい」が製造された。
- 2012年（平成24年）12月には、セガのゲーム「龍が如く5 夢、叶えし者」とタイアップし、ゲーム内に本品が登場すると共に、目が主人公の桐生一馬をモチーフとした「桐生せんぺい」が期間・店舗限定で発売された。
- 2015年（平成27年）3月19日には、サンエックスとコラボし、顔にリラックマがデザインされた「リラックマの二◯加煎餅」が、リラックマストアの九州地区先行販売という形にて数量限定で発売された。また、同デザインのクリアファイルも発売された。
- 2015年より全国各地に順次オープンしている、地元福岡県にあるレベルファイブの代表作である『妖怪ウォッチ』のオフィシャルショップ「レベルファイブ ヨロズマート」において、顔にジバニャンがデザインされた「ジバニャンのにわかせんぺい」が発売されている。
- JR博多シティで2019年8月9日から8月18日まで開催された「ウルトラマンタイガワールドin博多[1]」にて、円谷プロのウルトラセブンとタイアップした「ウルトラセブンにわかせんぺい」が発売。セブンを含めた複数のキャラクターがデザインされている。また、箱の裏には『セブン』最終回（第49話）での主人公モロボシ・ダンとアンヌ隊員の台詞が、博多弁で記載。
- 2021年6月にスマホゲーム「ドラゴンクエストウォーク」とコラボレーションして発売された『スライムにわかせんぺい』は、にわかせんぺいで初めて形を変え、スライムをかたどっている。お面も、通常のにわか面の目がスライムになったものとスライムのリバーシブルになっている。

これら以外にも、付属している「にわか面」とのタイアップとして日清食品のチキンラーメンのマスコットキャラクターであるひよこちゃんとコラボしたぬいぐるみなどが2015年7月23日より8月30日までJR博多シティ内の期間限定ショップにて発売された。2016年現在では漫画「よつばと!」に登場するキャラクター「ダンボー」のパッケージ、映画「ONE PIECE FILM GOLD」のルフィのパッケージ、「劇場版 七つの大罪 天空の囚われ人」に登場するメリオダスのパッケージ のにわかせんぺいが販売されていた。

## CM
友達と喧嘩した少年ゼンジを「こらゼンジ！また喧嘩して来たっちゃろ（来たんでしょう）」と母親が叱り、ゼンジに二◯加煎餅を持たせ「はよ（早く）断りば言うて来んしゃい（謝って来なさい）、はよ」と友達に謝りに行かせる。ゼンジは途中で二◯加煎餅を食べてしまう。そして、ゼンジは友達の家に着くと、玄関の扉を開けて二◯加煎餅の箱を友達に見せ、にわか面を付けて「ごめーん」と言って謝る。
このCMは1974年（昭和49年）から使用され、「たーまにーはー喧嘩にー負ーけて来ーいー」という歌（前述のCM中のゼンジが友達の家に行く途中に二◯加煎餅を食べている場面辺りで流れる）も相まって人気があり、福岡県内では有名なCMである。1960年（昭和35年）ごろから放映されている宮田松露饅頭（佐賀県唐津市）や1970年（昭和45年）前後から放映されている風月フーズ（福岡県福岡市）の雪うさぎ、1974年（昭和49年）から放送されている博多菓匠左衛門の博多ぶらぶら（福岡県福岡市）のCMなどとともに九州でも指折りの長寿CMで、現在も多くの人に親しまれている。
ゼンジのモデルは、CM制作当時の社長だった高木善治（たかぎ・よしはる）であり、「善治」を音読みにして「ぜんじ」とした。
2006年（平成18年）2月16日付の西日本新聞でCMを年内には新作に置き換えると報道され、新CMでは大人になったゼンジが登場するという。しかし、2019年（平成31年 / 令和元年）現在でもCMは置き換えられておらず、従来のCMと、別途に新しく作られた「二◯加煎餅1枚包装・博多にわかバージョン」の2つが放映されている。これらのCMは、東雲堂のホームページで閲覧することが可能。